# Clever Lady
Clever Lady (né le 7 mai 2003) est une jument de saut d'obstacles de robe grise, inscrite au stud-book Holsteiner. C'est une fille de Cassini I. Elle concourt au niveau international sur des épreuves d'1,40 m - 1,45 m, montée entre autres, brièvement, par le cavalier suisse Pius Schwizer. 

## Histoire

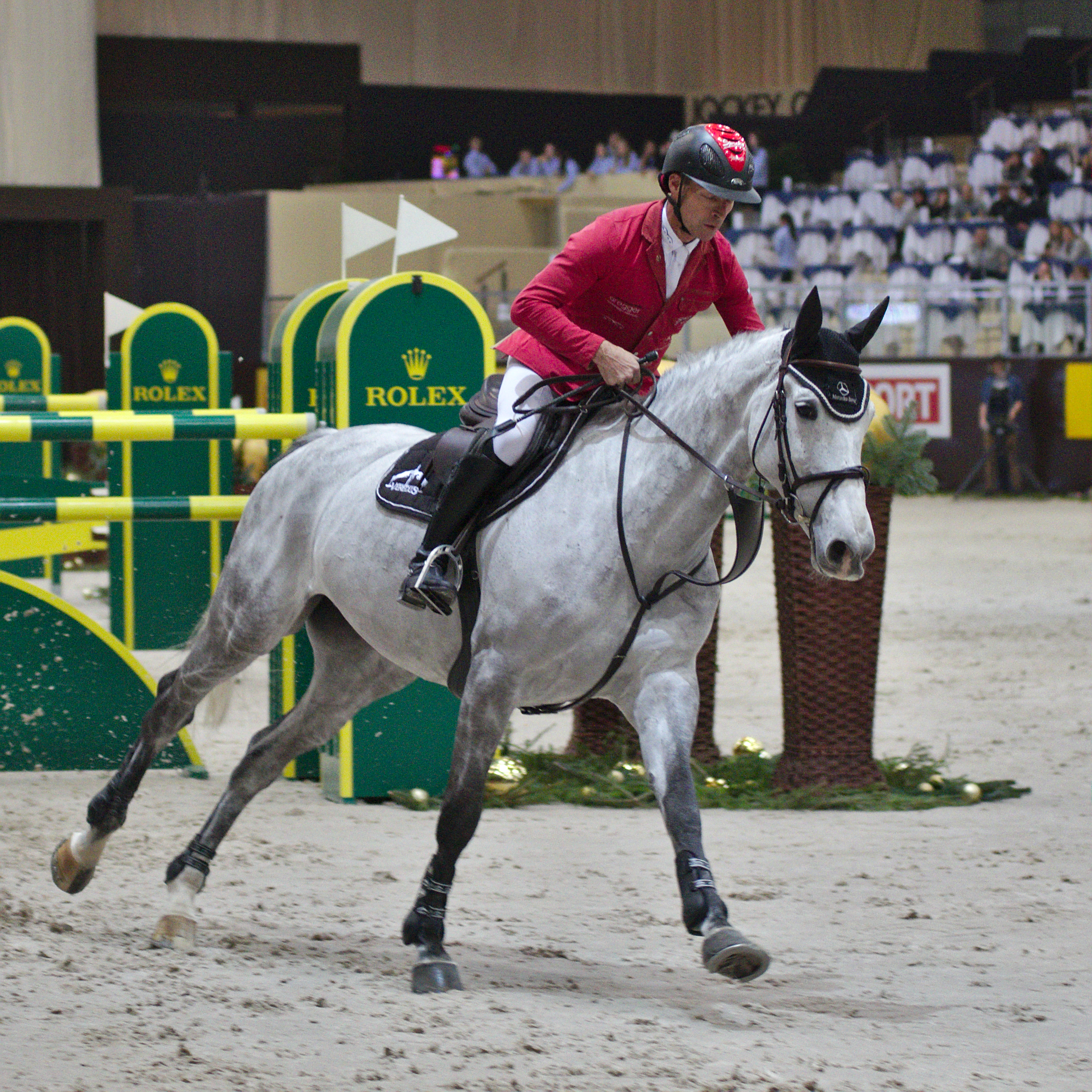
Clever Lady montée par Pius Schwizer au CHI de Genève de 2013.

Elle naît le 7 mai 2003 à l'élevage de Johannès Clausen, à Jörl en Allemagne.
Elle appartient aux écuries de Trevor Coyle, Pro Horse International, en octobre 2013 : sa propriétaire décide de la confier au cavalier suisse Pius Schwizer. En janvier 2014, elle est acquise par le marchand belge Gilbert De Roock pour le compte de l'écurie Artisan Farm, afin d'être confiée au cavalier Andy Ziegler. Elle est montée par Tiffany Foster en août 2014.

## Description
Clever Lady est une jument de robe grise, inscrite au stud-book du Holsteiner. 

## Palmarès
- avril 2013 : seconde du Grand Prix du CSI3* de Lummen, à 1,45 m[1].

Elle est 1513e du classement mondial des chevaux d'obstacle établi par la WBFSH en octobre 2013, puis 327e mondiale en octobre 2014.

## Origines
Clever Lady est une fille de l'étalon Holsteiner Cassini I et de la jument O-le coeur, par Limbus. 